# Cariaco
Cariaco é uma cidade venezuelana, capital do município de Ribero, estado de Sucre (estado).